# إمانويل مورافيك
إمانويل مورافيك (و. 1893 – 1945 م) هو سياسي، وكاتب  من تشيكوسلوفاكيا، والإمبراطورية النمساوية المجرية، ولد في براغ، ويحمل رتبة عسكرية فريق أول، توفي في براغ، عن عمر يناهز 52 عاماً.

## التعليم
تعلم في War College (Prague) ‏
.

## الخدمة العسكرية
خدم في الفيلق التشيكوسلوفاكي.